# Henry Fielding
Henry Fielding (Somerset, Anglaterra, 1707 - Lisboa, 1754) va ser un escriptor satíric anglès i el creador de la primera policia local de Londres. Va néixer en una família aristocràtica però pobra, fet que el va portar a escriure prolíficament per a diversos mitjans, sempre en un to crític cap als costums imperants en l'època. Com a magistrat, lluità per l'abolició de les execucions públiques i per reformes penals. Malalt d'asma, va emigrar a Portugal, on es va morir.

## Obres
- Love in Several Masques
- Shamela
- Tom Jones, traduïda per primera vegada a l'alemany (1786), per Johann Joachim Christoph Bode.[1]
- The Modern Husband
- Joseph Andrews
- Tragedy of Tragedies